# Бузина травянистая
Бузина́ травяни́стая, или Бузина́ воню́чая (лат. Sambucus ebulus) — многолетнее травянистое растение, вид рода Бузина (Sambucus) семейства Адоксовые (Adoxaceae) (ранее этот род включали в семейство Жимолостные или выделяли в отдельное семейство Бузиновые).
Растение ядовито. При использовании цветков, незрелых ягод, листьев, может наступить отравление амигдалином, который переходит в синильную кислоту. Зрелые плоды бузины довольно приятны на вкус, они съедобны, их едят сырыми, готовят из них вино, а также варенье и другие кулинарные изделия.

## Название
Видовое название вида — это использованное в качестве прилагательное латинское существительное ebulum, которое и использовалось для наименования этого растения.
В литературе приводятся также следующие русские названия для этого растения — бузина карликовая, бузина яловая, бузник.
В синонимику вида входят следующие названия:
- Ebulum humile (Mill.) Garcke
- Sambucus herbacea Gilib. — Бузина травянистая, или Бузина травяная
- Sambucus humilis Mill. — Бузина низкорослая

## Биологическое описание
Бузина травянистая — многолетнее травянистое растение с неприятным запахом. Высота взрослого растения составляет от 50 до 150 см.
Стебель прямой. Листья длиной до 20 см, с черешком, который в 4—5 раз короче пластинки; состоят из 9—11 заострённых листочков с пильчатыми краями. У нижних боковых листочков есть черешочки, верхние листочки — сидячие.
Соцветие верхушечное, метельчатое, на длинном цветоносе. Венчик белый, иногда снаружи розоватый или красноватый. Цветки имеют миндальный запах. Плоды чёрные, блестящие, длиной около 4 мм, с тремя или четырьмя яйцевидными семенами.
Время цветения — с мая по июль, время плодоношения — с августа по сентябрь.

## Распространение
Растение встречается в полосе европейских широколиственных лесов, а также в лесостепях и горах (до среднего пояса) — на Украине, в Белоруссии, на Кавказе, в южной части европейской части России, в Средней Азии (в горах Копетдага).

## Использование
В народной медицине используются настой из цветков (реже — из листьев и ягод) бузины травянистой как потогонное, мочегонное и вяжущее средство, а также как средство для полосканий и припарок. По своим лекарственным свойствам это растение похоже на бузину чёрную (Sambucus nigra).